# Andrzej Zieliński (wokalista)
Andrzej Aleksander Zieliński (ur. 5 października 1944 w Gdowie) – polski wokalista, pianista, kompozytor i aranżer, założyciel zespołu Skaldowie.
W latach 1965–1982 lider zespołu Skaldowie. Napisał przeszło 260 utworów, głównie dla Skaldów, jak również dla Maryli Rodowicz, Łucji Prus, Ireny Jarockiej, Haliny Kunickiej, Stana Borysa, czy Andrzeja Dąbrowskiego. Piosenki pisał głównie do tekstów polskich poetów, m.in. Leszka Aleksandra Moczulskiego, Agnieszki Osieckiej, Andrzeja Jastrzębca-Kozłowskiego, Ewy Lipskiej, Tadeusza Śliwiaka, czy Wojciecha Młynarskiego. W dorobku ma również kilka suit muzycznych nagranych ze Skaldami: „Krywaniu, Krywaniu” (1972), „Stworzenia świata część druga” (1974), „Podróż magiczna” (1978), „Zimowa bajka” (1974), „Sobótka” (1983). Wielokrotny laureat na Festiwalu Opolskim (1966, 1967, 1968, 1969, 1970, 1971, 1972, 1973, 1975, 1976, 1980).

## Życiorys

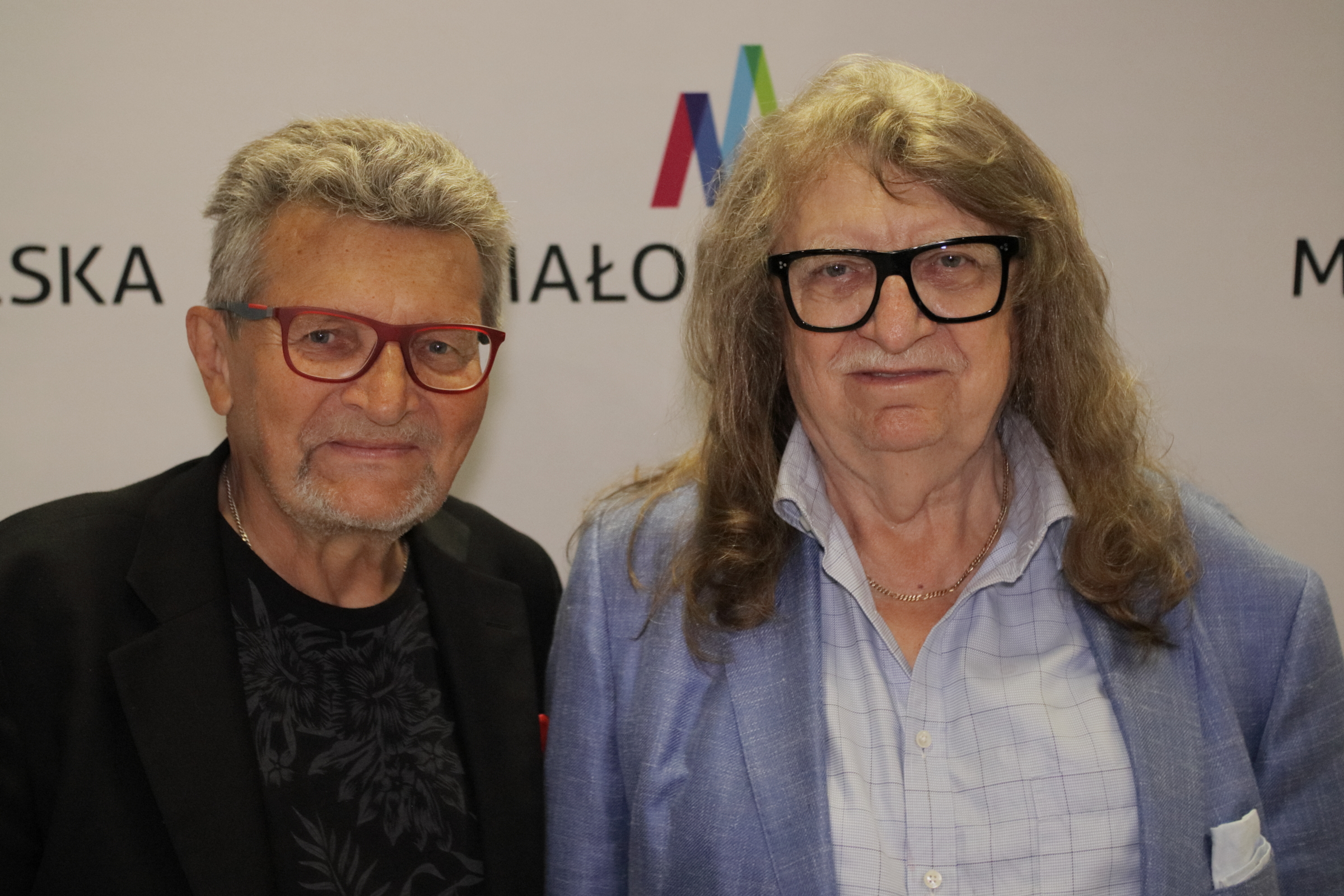
Jacek i Andrzej Zielińscy (2022)

Jest synem Franciszka Zielińskiego (1915–1975), prawnika i muzyka związanego z Filharmonią Krakowską i Chórem Polskiego Radia w Krakowie, starszy brat Jacka. Ukończył średnią szkołę muzyczną (w klasie fortepianu), studiował pianistykę i kompozycję w PWSM w Krakowie. W 1962 został członkiem krakowskiego kabaretu „Sowizdrzał”, gdzie napisał swoje pierwsze piosenki do tekstu L.A. Moczulskiego, jak: „Piosenka starszego asystenta” czy „Nocne tramwaje”. W 1964 założył zespół „Sekstet Krakowski”, gdzie grał na fortepianie jako lider, a w 1965 założył wraz z bratem Jackiem oraz braćmi Kaczmarskimi, Feliksem Naglickim i Jerzym Fasińskim zespół Skaldowie. W 1968 w drodze na Festiwal w Sopocie wraz z zespołem przeżył ciężki wypadek samochodowy pod Sławnem. W 1969 odbył z zespołem tournée po Stanach Zjednoczonych i Kanadzie. W 1981 wyjechał ze Skaldami na koncerty do USA i tam pozostał do połowy lat 90. Od tamtego czasu przebywa głównie w Polsce, dzieląc życie pomiędzy Krakowem a Jersey City. W 2000 wydał swoją solową płytę Znów od zera, a w 2005 (po 25 latach) nagrał ze Skaldami nowy album „Harmonia świata”' (PRCD 2006). W sumie nagrał z zespołem około 400 piosenek.
20 czerwca 2016 wraz z zespołem został ciężko poszkodowany w wypadku samochodowym na autostradzie pod Włocławkiem.

## Życie prywatne
Andrzej Zieliński ma syna Bartłomieja, który jest didżejem w Chicago, i córkę Agnieszkę, która mieszka i prowadzi karczmę w Zakopanem.
17 września 2016 po raz drugi ożenił się z Martą Chojecką, byłą gimnastyczką w klubie Cracovia.

## Dyskografia
ze Skaldami
- Skaldowie (1967)
- Wszystko mi mówi, że mnie ktoś pokochał (1968)
- Cała jesteś w skowronkach (1969)
- Od wschodu do zachodu słońca (1970)
- Ty (1970)
- Skaldowie Kraków (1971)
- Wszystkim zakochanym (1972)
- Krywań, Krywań (1972)
- Skaldy (1972)
- Szanujmy wspomnienia (1976)
- Stworzenia świata część druga (1976)
- Rezerwat miłości (1979)
- Droga ludzi (1980)
- Po śniegu, po kolędzie (1994)
- Podróż magiczna (1976)
- Harmonia świata (2006)
- Die Skalden (2007)
- Cisza krzyczy (2007)
- Skaldowie dzieciom (2007)
- Skaldowie na dwa fortepiany (2008)
- Nagrania koncertowe z lat 1966–1990 (2008)
- Progressive Rock Years 1970–1973 (2009)
- Oddychać i kochać (2009)
- Z biegiem lat (2010)

dyskografia solowa
- Znów od zera (2000, Yesterday)

## Ordery i odznaczenia
- 2024 – Krzyż Oficerski Orderu Odrodzenia Polski[4][5]
- 1979 – Srebrny Krzyż Zasługi[6]
- 2006 – Złoty Medal „Zasłużony Kulturze Gloria Artis”[7]

## Nagrody i wyróżnienia
- 1971 – nagroda na Krajowym Festiwalu Piosenki Polskiej w Opolu za aranżację piosenki „Wszystkim zakochanym”
- 1972 – nagroda specjalna na KFPP w Opolu za piosenkę „Pod śliwką” (sł. A. Borowa)
- 1973 – wyróżnienie na KFPP w Opolu za wykonanie wraz ze Skaldami piosenki pt. „Na granicy dnia” (sł. L.A. Moczulski)
- 1975 – I nagroda na KFPP w Opolu za wykonanie ze Skaldami piosenki „Życzenia z całego serca” (sł. A. Jastrzębiec-Kozłowski)
- 1980 – wyróżnienie (wraz z zespołem Skaldowie) na KFPP w Opolu za piosenkę „Twą jasną widzę twarz” (sł. L.A. Moczulski)
- 2009 – wraz z zespołem Skaldowie odsłonił gwiazdę w opolskiej Alei Gwiazd
- 2010 – tytuł Honorowego Obywatela Gminy Gdów[8]
- 2022 – nagroda 100-lecia ZAiKS-u[9]